# Begränsning av klimatförändringar
Begränsning av klimatförändringar handlar om att minska utsläpp av växthusgaser eller öka kolsänkor som tar upp dem från atmosfären. Växthusgaser håller kvar värmestrålning i jordens lägre atmosfär. Människors utsläpp av växthusgaser förstärker denna växthuseffekt och orsakar global uppvärmning. Koncentrationen av växthusgaser i atmosfären, särskilt koldioxid och metan, ökar med användningen av:
- fossila bränslen (kol, olja och gas) för energiproduktion och transport (orsakade 73% av världens utsläpp av växthusgaser 2016)
- jordbruk och markanvändning (16%)
- cementproduktion (3%)
- kemiindustri (2%)
- avfallshantering (3%)
- avskogning (2%).

Av alla begränsningsalternativ har förnybar energi (solenergi och vindkraft) störst potential enligt IPCC 2022. Utvidgning av skogar och minskad omvandling av andra ekosystem samt kolbindning i jordbruket är lika relevanta men dyrare.:50
Förbränningen av fossila bränslen kan minskas genom energiomställning till fossilfri energi och genom energieffektivisering. De billigaste bränslena för elproduktion är långvarig (gammal) kärnkraft, landbaserad vindenergi samt stora solenergiparker, vilka samtliga är mer kostnadseffektiva än fossila bränslen. Vind- och solkraftens variation och bristande planerbarhet kan motverkas genom att kombinera med reglerbar energi som vattenkraft, samt genom energilagring och förbättrade elnät. Detta inkluderar långväga elöverföring, efterfrågestyrning med timpriser, och diversifiering av fossilfri energi. När elproduktion med låga utsläpp sker i stor skala, kan transport och uppvärmning övergå till mer elektriska källor.:1 Detta inkluderar värmepumpar och elfordon som är betydligt mer energieffektiva. Naturgas med kolavskiljning och lagring av koldioxid diskuteras som alternativ för industriella processer där fossil förbränning inte kan undvikas.
Metan är den näst mest relevanta växthusgasen med hög kortsiktig påverkan på uppvärmningen, men effekten avtar inom några decennier efter utsläppet. Det mesta släpps ut vid produktion av fossila bränslen och av jordbruket. Detta kan begränsas genom minskningar av mejeriproduktion och genom köttfri diet. Dessutom kan olika naturliga processer och teknologier användas för att avlägsna koldioxid (CDR) från atmosfären. Dessa inkluderar beskogning, återplantering, kolbindning och direkt luftavskiljning.

## Översikt

Scenarier för globala utsläpp av växthusgaser, baserade på klimatpolitik och löften per november 2021.

### Definition
IPCC:s sjätte utvärderingsrapport definierar begränsning av klimatförändringen som "ett mänskligt ingripande för att minska utsläppen eller förbättra sänkorna av växthusgaser".:2239

### Mål
Det övergripande målet med att minska klimatförändringarna är: "att bevara en biosfär som kan upprätthålla den mänskliga civilisationen och komplexet av ekosystemtjänster som omger och stödjer den. Detta innebär att minska antropogena utsläpp av växthusgaser mot nettonoll för att begränsa uppvärmningen, med globala mål överenskomna i Parisavtalet.":1–64

### Ytterligare fördelar
Det finns fler fördelar med åtgärder för minskade klimatförändringar. Exempel från transportsektorn är: förbättringar av luftkvaliteten, hälsofördelar, rättvis tillgång till transporttjänster, minskad trafikstockning och minskad efterfrågan på material.:SPM-41 Den ökade användningen av grön och blå infrastruktur kan minska den urbana värmeöeffekten och värmestressen på människor, vilket förväntas förbättra stadsbors mentala och fysiska hälsa.:TS-66 Att minska klimatförändringarna kan också leda till mindre ojämlikhet och fattigdom. 

### Risker och negativa effekter
Effekterna är mycket kontextspecifika och beror på skalan.:TS-133 Inom jord- och skogsbruket kan klimatbegränsnande åtgärder påverka den biologiska mångfalden och ekosystemens funktion.:TS-87 Inom området förnybar energi kan brytning av metaller och mineraler öka hoten mot naturskyddsområden. Det finns emellertid forskning om sätt att återvinna solpaneler, litiumjonbatterier och elektroniskt avfall för att skapa en källa för material som annars skulle behöva brytas.

### Drivkrafter bakom den globala uppvärmningen

Drivkrafter bakom klimatförändringar från 1850–1900 till 2010–2019. Det fanns inget signifikant bidrag från intern variabilitet eller solenergi och vulkaniska drivkrafter.

Drivkrafterna bakom den senaste temperaturökningen är:
- Växthusgaser (främst koldioxidutsläpp, metan och dikväveoxid spelar också en stor roll)
- Markytans förändring
- Återkopplingseffekten (se klimatförändringsfeedback och klimatkänslighet)

År 2022 släppte Förenta nationernas klimatpanel (IPCC) sin sjätte utvärderingsrapport om klimatförändringar med delrapporten Begränsning av klimatförändringarna, och varnade för att utsläppen av växthusgaser måste nå en topp senast 2025 och minska med 43 % till 2030, för att sannolikt kunna begränsa den globala uppvärmningen till 1,5 °C. Nuvarande klimatpolitik (2020), utan ytterligare åtgärder, uppskattas ge en global uppvärmning med medianvärde på 3,2 °C fram till år 2100. Detta är betydligt över klimatmålet att begränsa den globala uppvärmningen till långt under 2 °C och helst till 1,5 °C enligt Parisavtalet. FN:s generalsekreterare, António Guterres, klargjorde att för detta "måste de viktigaste utsläpparna drastiskt minska utsläppen från och med i år".

### Ekonomiska incitament för klimatåtgärder
Exempel på politik och ekonomiska incitamentmekanismer inkluderar koldioxidskatter, utsläppshandel, lättade regler för övergång till fossilfri energi, minskning av investeringar i och subventioner av fossila bränslen, avgivande av icke-bindande löften på nationell nivå och ökade subventioner av fossilfri energi.

### Utsläpp och ekonomisk tillväxt

Kol, olja och naturgas förblir de primära globala energikällorna även om förnybar energi har börjat öka snabbt.

Energisystemet, som inkluderar användning och leverans av energi, är den huvudsakliga utsläpparen av koldioxid.:6-6 Att minska energisektorns utsläpp är därför avgörande för att begränsa uppvärmningen.:6-6 Snabba och djupgående minskningar av koldioxidutsläppen och andra växthusgasutsläpp från energisystemet behövs för att begränsa den globala uppvärmningen till långt under 2 °C.:6-3 Rekommenderade åtgärder inkluderar: "minskad förbrukning av fossila bränslen, ökad produktion från energikällor med låga och inga koldioxidutsläpp och ökad användning av el och alternativa energibärare".:6-3
En global omställning till hållbar energi inom alla sektorer anses genomförbar långt före år 2050. Med sjunkande priser på vind- och solenergi samt lagring beror omställningen inte längre på ekonomisk bärkraft utan betraktas som en fråga om politisk vilja. Det hållbara energisystemet är mer effektivt och kostnadseffektivt än det befintliga systemet.:1 Investerare i fossila bränslen står inför en växande risk för strandade tillgångar.

## Alternativa angreppssätt
Av alla alternativ att begränsa klimatförändringen är de fem som beräknas ha det högsta potentiella bidraget till nettoutsläppsminskningen (i ordning efter fallande potentiellt bidrag): (1) solenergi, (2) minskad omvandling av skogar och andra ekosystem, (3) vindenergi, (4) kolbindning i jordbruket, följt av (5) gruppen av ekosystemrestaurering, beskogning, återplantering av skog.

### Kärnkraft

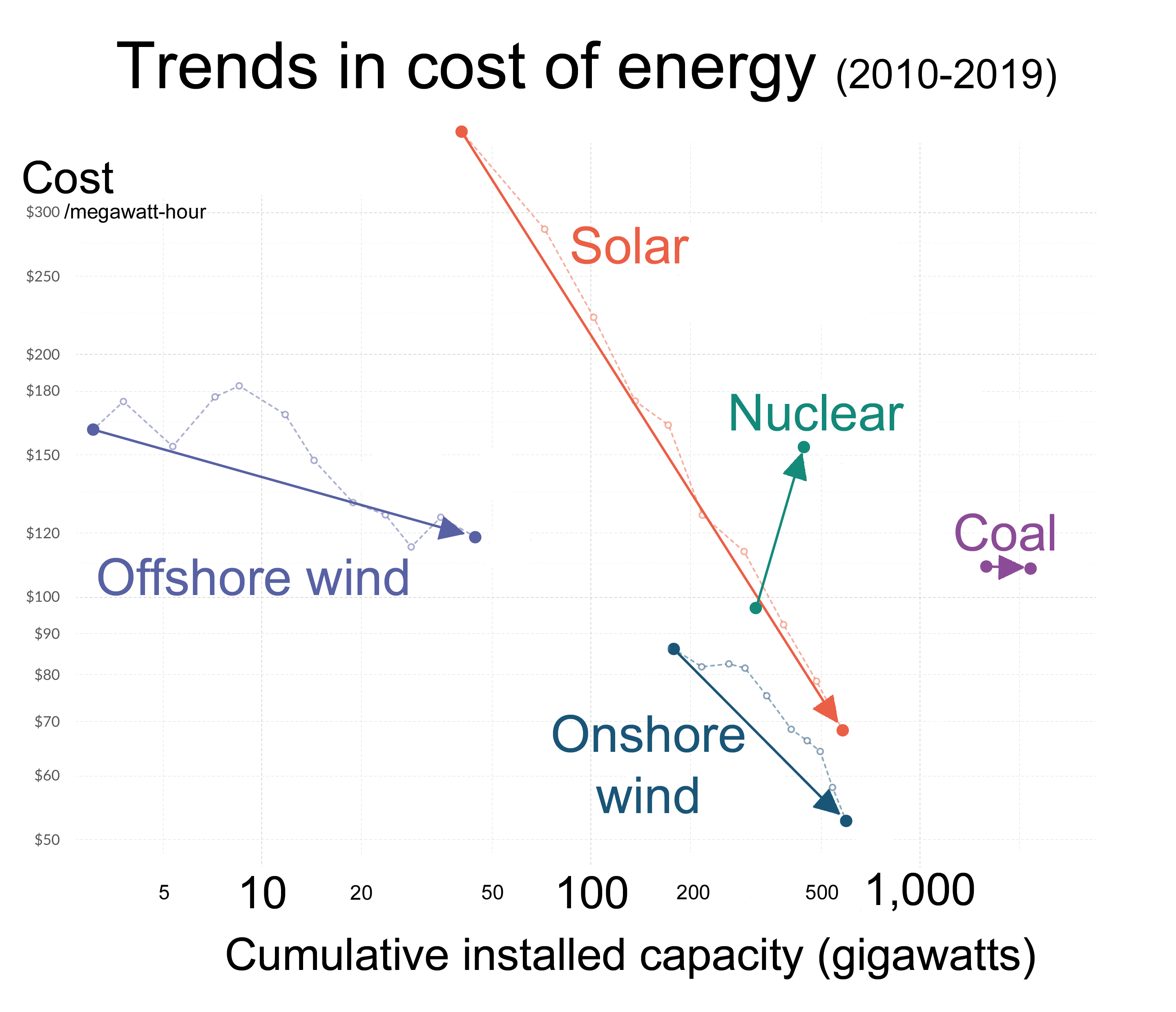
En jämförelse av prisförändringar och kapacitet för energi från kärnkraft och från andra källor

I de flesta 1,5 °C-scenarier i Förenta nationernas klimatpanels särskilda rapport om global uppvärmning av 1,5 °C ökas andelen kärnkraft. Den främsta fördelen med kärnkraft är förmågan att möjliggöra stor baslast när förnybar energi inte är tillgänglig.
Å andra sidan fissionskraftens miljö- och säkerhetsrisker uppväga fördelarna. I de flesta länder har ännu inget slutligt beslut fattas om slutförvaring av radioaktivt avfall. Separerat plutonium och anrikat uran skulle kunna användas för kärnvapen, vilket anses vara en strategisk motivering för länder att främja kärnkraft. Dessa risker är jämförbara med klimatförändringar. Fukushima-katastrofen beräknas kosta skattebetalarna omkring 187 miljarder USD och hanteringen av radioaktivt avfall i EU beräknas kosta omkring 250 miljarder USD år 2050.
Kostnaden för energi från ny kärnkraft är hög jämfört med andra fossilfria alternativ. Byggandet av nya kärnreaktorer tar för närvarande minst 10 år, betydligt längre än att skala upp utbyggnaden av vind- och solenergi. Den största nackdelen med kärnkraft anses ofta vara de stora bygg- och driftskostnaderna jämfört med alternativen för hållbara energikällor vars kostnader minskar och som är den snabbast växande källan för elproduktion. Kärnkraft undvek 2–3 % av de totala globala växthusgasutsläppen 2021. Kina bygger ett betydande antal nya kraftverk, om än betydligt färre reaktorer än vad som ursprungligen planerats. År 2019 var kostnaden för att förlänga kärnkraftverkens livslängd konkurrenskraftig med annan elproduktionsteknik, inklusive nya sol- och vindprojekt. Nya projekt uppges vara starkt beroende av offentliga bidrag.

### Energieffektiv lagring av icke-fossilt bränsle
Vindenergi och solcellsparker kan leverera stora mängder elektrisk energi men inte när och var som helst. Ett tillvägagångssätt är omvandling till lagringsbara energiformer. Detta leder i allmänhet till effektivitetsförluster. En studie från Imperial College London beräknade den lägsta kostnaden för olika system för mellan- och säsongslagring. År 2020 är pumpkraftverk (PHES), komprimerad luft (CAES) och litiumjonbatterier mest kostnadseffektiva beroende på laddningsrytm.
För 2040 förväntas en större roll för litiumjonbatterier och vätgas. Litiumjonbatterier används i stor utsträckning i batterilagringskraftverk och börjar (år 2020) användas i fordon-till-nätlagring. De ger en tillräcklig effektivitet på 75–90 %. Men deras produktion kan orsaka miljöproblem. Utjämnade kostnader för batterilagring har drastiskt sjunkit till 0,15 US$/kWh.
Väte kan vara användbart för säsongsbetonad energilagring och som bränsle för vätgasfordon. Den låga verkningsgraden på 30 % av omvandlingen till el måste förbättras dramatiskt innan vätgaslagring kan erbjuda samma totala energieffektivitet som batterier. Termisk energi i omvandlingsprocessen kan användas för fjärrvärme. För elnätet uppskattade en tysk studie höga kostnader på 0,176 €/kWh för omvandling och drog slutsatsen att det inte är meningsfullt ur ekonomisk synvinkel att ersätta utbyggnaden av elnätet helt med system för omvandling av väte. Konceptet med solväte diskuteras för avlägsna ökenprojekt varifrån nätanslutningar till elkunder inte är tillgängliga. Eftersom det har mer energi per volymenhet kan det ibland vara bättre att använda väte i ammoniak.

#### Omvandling till koldioxidneutrala och -negativa bränslen
Fossilt bränsle kan fasas ut med koldioxidneutrala och koldioxidnegativa rörledningar och fordonsbränslen skapade med teknologier för omvandling av kraft till gas och gas till vätskor.

### Superelnät

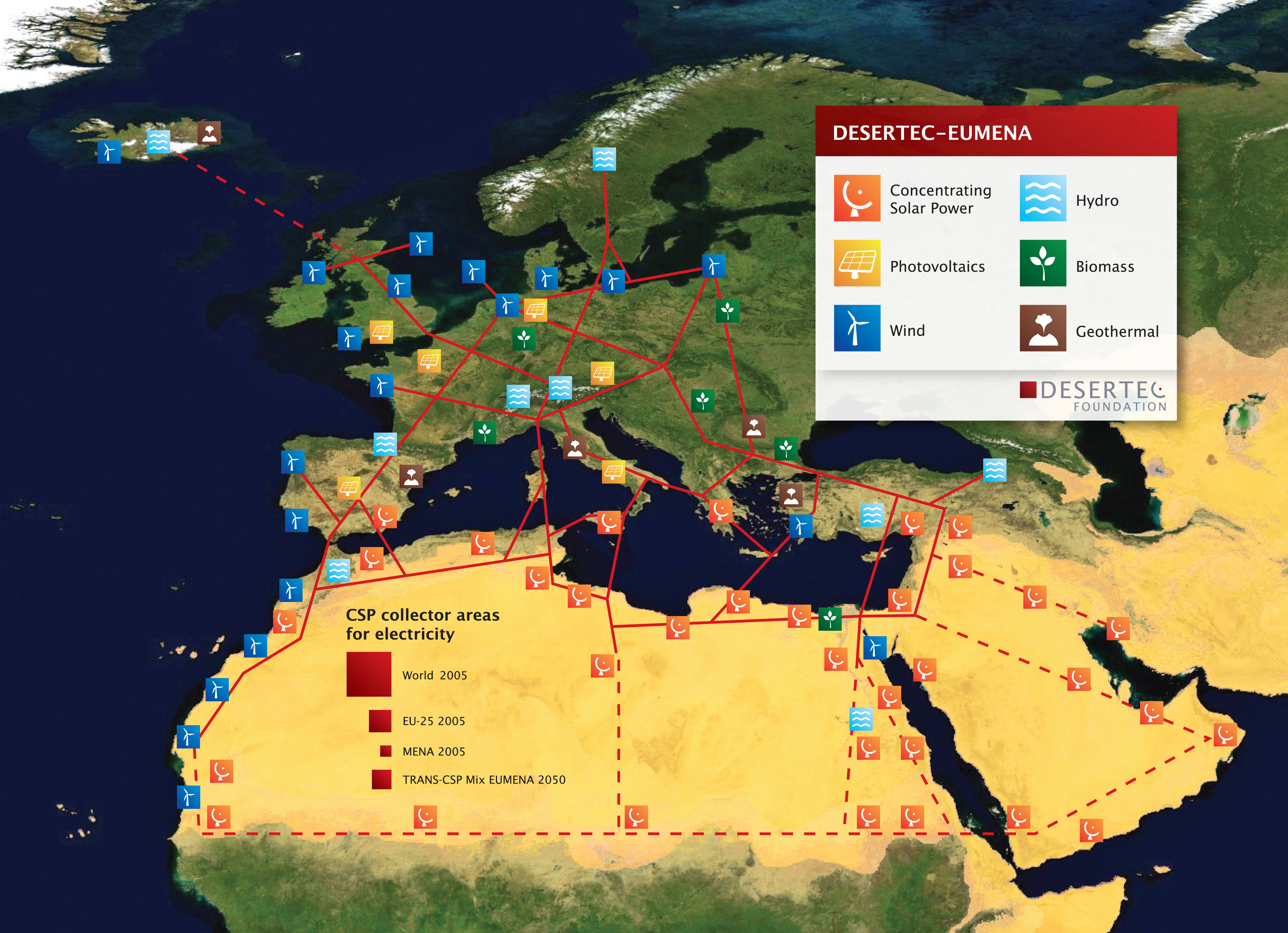
Skiss över ett möjligt superelnät. De röda rutorna representerar de totala ytorna som behövs för solfångare i anläggningar med koncentrerad termisk solkraft (CSP) för att tillgodose nuvarande elbehov.

Långdistanskraftledningar hjälper till att minimera lagringskraven. Ett kontinentalt transmissionsnät kan jämna ut lokala variationer av vindenergi. Med ett globalt nät kan även solceller vara tillgängliga hela dagen och natten. De starkaste högspänningslikströmsanslutningarna (HVDC) anges med förluster på endast 1,6 % per 1000 km vilket ger en klar fördel jämfört med växelström. HVDC används för närvarande (2022) endast för punkt-till-punkt-anslutningar. Nätmaskiga HVDC-nät kan användas för att ansluta havsvind i framtiden. 
Kina har byggt många HVDC-anslutningar inom landet och stöder idén om ett globalt, interkontinentalt nät som ett ryggradssystem för de befintliga nationella AC-näten. Ett supernät i USA i kombination med förnybar energi skulle kunna minska växthusgasutsläppen med 80 %. 

#### Smart nät och lasthantering
Förbättrad energieffektivitet i byggnader, industriella processer och transporter kan minska världens energibehov år 2050 med en tredjedel och hjälpa till att kontrollera de globala utsläppen av växthusgaser.

### Förbättrade kolsänkor

Cirka 58 % av koldioxidutsläppen har absorberats av kolsänkor, inklusive växttillväxt, markupptag och havsupptag (2020 Global Carbon Budget).

Koldioxidavlägsnande (CDR) definieras som "Antropogena aktiviteter som tar bort koldioxid (CO2) från atmosfären och varaktigt lagrar den i geologiska, landbaserade eller havsbaserade reservoarer, eller i produkter. Det inkluderar befintlig och potentiell antropogen förbättring av biologiska eller geokemiska CO2-sänkor och direkt avskiljning och lagring av koldioxid i luften (DACCS), men utesluter naturligt CO2-upptag som inte direkt orsakas av mänskliga aktiviteter."
Terminologin på detta område är fortfarande under utveckling. Termen "geoengineering" (eller klimatteknik) används ibland i den vetenskapliga litteraturen för både CDR (koldioxidborttagning) eller SRM (solar radiation management eller solar geoengineering), om teknikerna används i global skala.:6–11 Termerna geoengineering eller klimatteknik används inte längre i IPCC-rapporter.
Landbaserade begränsningsalternativ hänvisas till som "AFOLU begränsningsalternativ" i IPCC-rapporten 2022 om begränsning. Förkortningen står för "jordbruk, skogsbruk och annan markanvändning":37 Rapporten beskrev den ekonomiska begränsningspotentialen från relevanta aktiviteter kring skogar och ekosystem enligt följande: "bevarande, förbättrad förvaltning och återställande av skogar och andra ekosystem (kustvåtmarker, torvmarker, savanner och gräsmarker)". En hög begränsningspotential finns för att minska avskogningen i tropiska områden. Den ekonomiska potentialen för dessa aktiviteter har uppskattats till 4,2 till 7,4 Gigaton CO2-ekvivalenter per år.:37
Globalt kan skydd av friska jordar och återställande av markens kollagring ta bort 7,6 miljarder ton koldioxid från atmosfären årligen, vilket är mer än USA:s årliga utsläpp. Träd fångar CO2 medan de växer ovan jord och utsöndrar större mängder kol under marken. Träd bidrar till att skapa kollager i jorden. Kolet som bildas ovan jord frigörs som CO2 direkt när ved eldas. Om död ved förblir orörd återgår bara en del av kolet till atmosfären när nedbrytningen fortskrider.

#### Skogar

##### Skogsplantering
Beskogning är etablering av träd där det tidigare inte fanns något trädtäcke. Scenarier för nya plantager som täcker upp till 4000 Mha (6300 x 6300 km) beräkna med en kumulativ fysisk kolbiobindning på mer än 900 GtC (2300 GtCO2) fram till 2100. Dessa anses dock inte vara ett gångbart alternativ till aggressiv utsläppsminskning, eftersom plantagerna skulle behöva vara så stora att de skulle eliminera de flesta naturliga ekosystem eller minska livsmedelsproduktionen. Ett exempel är Trillion Tree Campaign.

##### Bevarande av skogar

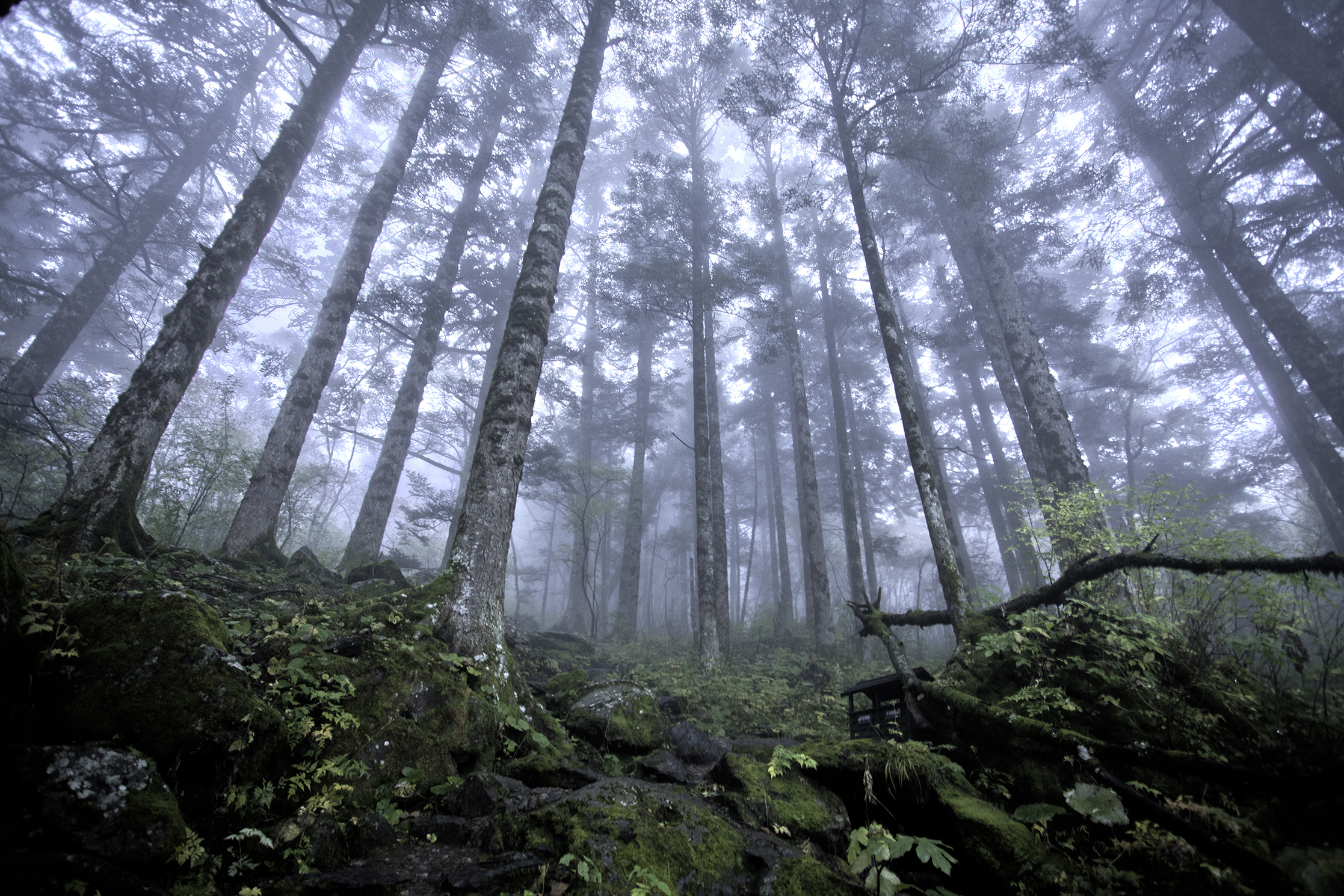
Att överföra markrättigheter till ursprungsbefolkning hävdas effektivt bevara skogarna.

95 % av avskogningen sker i tropikerna, där den mestadels drivs av röjning av mark för jordbruk. 
Att överföra rättigheter över mark från allmän egendom till dess ursprungsbefolkning, som har haft en andel i årtusenden i att bevara de skogar som de är beroende av, hävdas vara en kostnadseffektiv strategi för att bevara skogarna. Detta inkluderar skyddet av sådana rättigheter som berättigar till i befintliga lagar, såsom Forest Rights Act i Indien, där koncessioner till mark fortsätter att till största delen gå till mäktiga företag. Överlåtelsen av sådana rättigheter i Kina, kanske den största jordreformen i modern tid, har hävdats ha ökat skogstäcket. Att bevilja äganderätten till marken har visat sig ha två eller tre gånger mindre röjning än till och med statliga parker, särskilt i den brasilianska Amazonas. Även om den största orsaken till avskogning i världens näst största regnskog i Kongo är småbruksjordbruk och träkolsproduktion, har områden med gemenskapskoncessioner betydligt mindre avskogning eftersom samhällen får incitament att förvalta marken hållbart, till och med minska fattigdomen. Bevarandemetoder som utesluter människor, så kallade " fästningsbevarande ", och till och med avhyser invånare från skyddade områden leder ofta till mer exploatering av marken eftersom de infödda invånarna sedan vänder sig till arbete för utvinningsföretag för att överleva. 

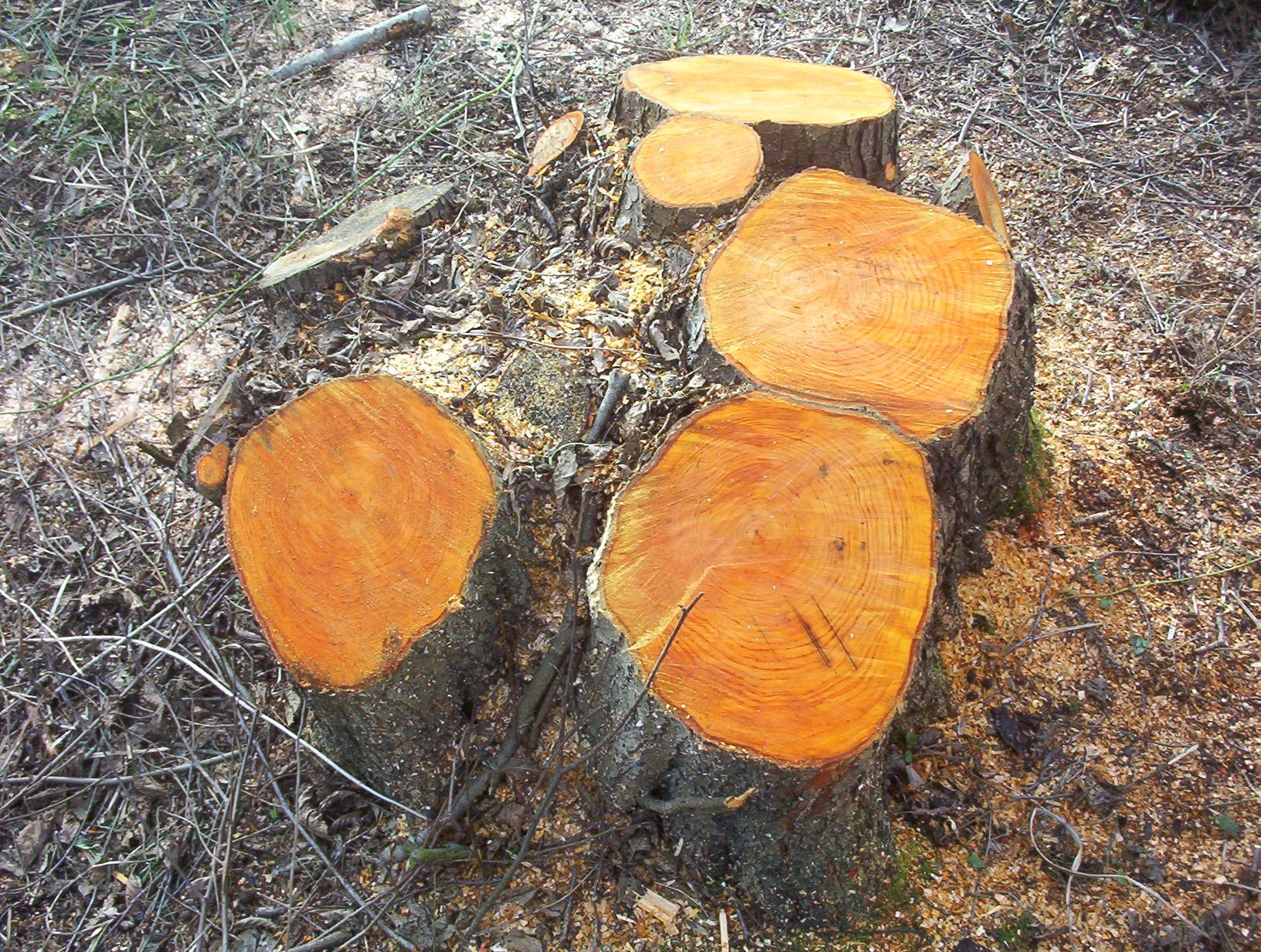
Att hjälpa befintliga rötter och trädstubbar att växa igen även i stora avskogade områden hävdas vara mer effektivt än att plantera träd. Lokalbefolkningens brist på lagligt ägande till träd är det största hindret för återväxt.

Återplantering av skog är återuppbyggnad av befintliga utarmade skogar eller där det en gång nyligen fanns skog. Återplantering av skog kan rädda minst en GtCO2/år, till en uppskattad kostnad av 5–15 USD/tCO2. Att återställa alla förstörda skogar över hela världen skulle kunna fånga upp cirka 205 GtC (750 Gt CO2). Med ökat intensivt jordbruk och urbanisering ökar mängden övergiven jordbruksmark. Enligt vissa uppskattningar växer mer än 50 hektar nya sekundära skogar för varje tunnland ursprunglig gammal skog som avverkas. Att främja återväxt på övergiven jordbruksmark skulle kunna kompensera år av koldioxidutsläpp.
Skogsodling främjar skogar för att fånga sin fulla ekologiska potential. Sekundära skogar som har återväxt i övergiven jordbruksmark visar sig ha mindre biologisk mångfald än de ursprungliga gammelskogarna och ursprungsskogarna lagrar 60 % mer kol än dessa nya skogar.

#### Våtmarker
Våta områden som träsk och torvmarker har lägre syrehalter löst än i luften och därför minskar mikrobers syreberoende nedbrytning av organiskt material till CO2. Torvmark täcker globalt sett bara 3 % av landets yta men lagrar upp till 550 gigaton kol, vilket motsvarar 42 % av allt kol i marken och överstiger det kol som lagras i alla andra vegetationstyper, inklusive världens skogar. Hotet mot torvmarker inkluderar dränering av områdena för jordbruk och avverkning av träd för virke eftersom träden hjälper till att hålla och fixera torvmarken. Dessutom säljs torv ofta för kompost. Återställande av förstörda torvmarker kan göras genom att blockera dräneringskanaler i torvmarken och låta naturlig växtlighet återhämta sig.

##### Kustnära våtmarker

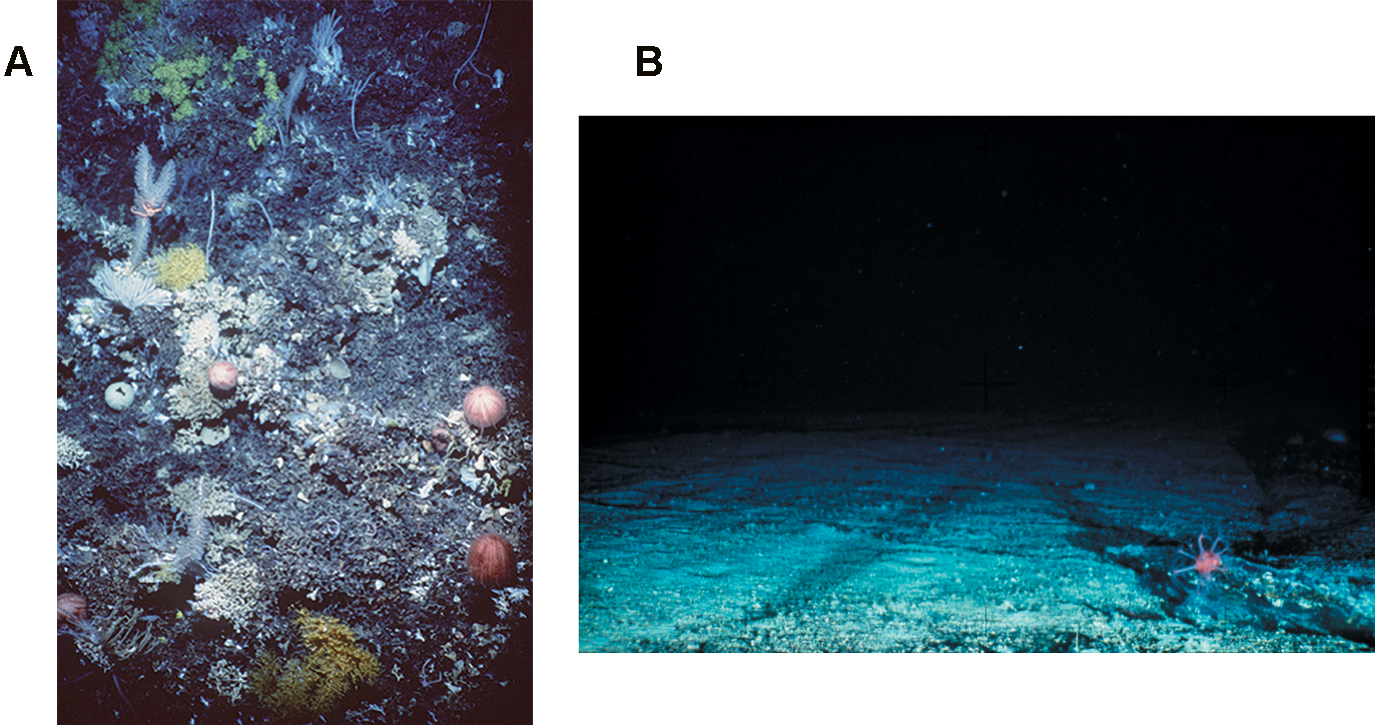
(A) otrålad havsfjäder och (B) en trålad havsberg. Bottentrålning har förstört många kustmiljöer, en av de största kolsänkorna.

Mangrove, saltmarker och sjögräs utgör majoriteten av havets vegeterade livsmiljöer men motsvarar bara 0,05 % av växtbiomassan på land och lagrar kol 40 gånger snabbare än tropiska skogar. Bottentrålning, muddring för kustutveckling och avrinning av gödselmedel har skadat kustmiljöerna. Noterbart är att 85 % av ostronreven globalt har tagits bort under de senaste två århundradena. Ostronrev rensar vattnet och får andra arter att frodas, vilket ökar biomassan i området. Dessutom mildrar ostronrev effekterna av klimatförändringarna genom att minska kraften från vågor från orkaner och minska erosionen från stigande havsnivåer. 

##### Havsbaserade alternativ
I princip kan kol lagras i havsreservoarer. Detta kan göras med "havbaserade begränsningssystem" inklusive havsgödsling, förbättring av havets alkalinitet eller förbättrad väderlek.:12–36 Hantering av blått kol är dels en havsbaserad metod och dels en landbaserad metod.:12–37 De flesta av dessa alternativ skulle också kunna bidra till att minska havsförsurningen som orsakas av ökade CO2-koncentrationer i atmosfären.
Den nuvarande bedömningen av potentialen för havsbaserade begränsningsalternativ är 2022 att de bara har "begränsad nuvarande utbyggnad", men "måttlig till stor framtida begränsningspotential" i framtiden.:12–4

### Direkt luftinfångning
Direkt luftavskiljning är en process för att fånga upp CO2 direkt från den omgivande luften (i motsats till att fånga upp från punktkällor) och generera en koncentrerad ström av CO2 för lagring eller utnyttjande eller produktion av koldioxidneutralt bränsle och vindgas. Konstgjorda processer varierar och oro har uttryckts över de långsiktiga effekterna av några av dessa processer. 

### Koldioxidavskiljning och -lagring

Schematisk bild som visar både markbunden och geologisk lagring av koldioxidutsläpp från en stor punktkälla, till exempel förbränning av naturgas

Koldioxidavskiljning och -lagring (CCS) är en metod för att mildra klimatförändringarna genom att fånga upp koldioxid (CO2) från stora punktkällor, såsom cementfabriker eller koldioxidlagring från biomassakraftverk, och därefter lagra den på ett säkert sätt istället för att släppa ut den i atmosfären. IPCC uppskattar att kostnaderna för att stoppa den globala uppvärmningen skulle fördubblas utan CCS. Norges gasfält Sleipner, som började 1996, lagrar nästan en miljon ton CO2 om året för att undvika straff vid produktion av naturgas med ovanligt höga halter av CO2. 